# صموئيل بيمس
صموئيل بيمس (بالإنجليزية: Samuel Bemis) هو طبيب أسنان ومصور أمريكي، ولد في 1793 في بوتني في الولايات المتحدة، وتوفي في 1881 في مقاطعة كوس في الولايات المتحدة.